# Andrzej Krzesiński (żużlowiec)
Andrzej Krzesiński (ur. 30 września 1934 w Ostrowie Wielkopolskim, zm. 26 grudnia 2003) – polski żużlowiec.
Startował w rozgrywkach z cyklu drużynowych mistrzostw Polski, reprezentując kluby: Stal Ostrów Wielkopolski (1951–1952), Unia Leszno (1953–1955) oraz CWKS Warszawa (1956). W barwach leszczyńskiej drużyny dwukrotnie zdobył złote medale DMP (1953, 1954). Trzykrotnie uczestniczył w finałach indywidualnych mistrzostw Polski: w 1954 r. zajął V miejsce, w 1955 r. – zdobył srebrny medal, natomiast w 1956 r. – zajął w klasyfikacji końcowej XVII miejsce.
Odniósł szereg sukcesów w turniejach indywidualnych i parowych, zajmując m.in. I miejsce w memoriale Alfreda Smoczyka (Leszno 1954), I miejsce w Turnieju o Łańcuch Herbowy miasta Ostrowa Wielkopolskiego (Ostrów Wielkopolski 1955), III miejsce w Criterium Asów (Bydgoszcz 1955), I miejsce w Międzynarodowym Turnieju Indywidualnym w Poznaniu (1955), I miejsce w "Pucharze Śląska" w Rybniku (1955), II miejsce w finale II Międzynarodowych Igrzysk Młodzieży w Warszawie (1955), III miejsce w Międzynarodowym Turnieju Indywidualnym we Wrocławiu (1955), I miejsce w Międzynarodowym Turnieju Indywidualnym w Ostrowie Wielkopolskim (1956), I miejsce w Turnieju Par na 30-lecie Tramwajarza w Łodzi (1956, w parze z Marianem Kaiserem) oraz III miejsce w Międzynarodowym Turnieju Indywidualnym w Rybniku (1957).
Dwukrotnie reprezentował Polskę w eliminacjach indywidualnych mistrzostw świata: w 1956 r. zajął III miejsce w finale kontynentalnym w Oberhausen, kwalifikując się do rozegranego w Oslo finału europejskiego (ostatniej eliminacji do finału światowego), w którym jednak nie wystąpił, natomiast w 1957 r. zajął III miejsce w półfinale kontynentalnym w Abensberg (ponownie nie uczestnicząc w kolejnej eliminacji – finale kontynentalnym w Wiedniu).
21 kwietnia 1956 r. wystąpił w Wiedniu jako reprezentant Polski w międzypaństwowym meczu przeciwko Austrii. W XIV biegu tych zawodów uczestniczył w groźnym wypadku, po którym, ranny w głowę, został odwieziony do szpitala. W kolejnym biegu miało miejsce tragiczne zdarzenie, w wyniku którego po uderzeniu w betonowe schody zginął toruński żużlowiec Zbigniew Raniszewski.